# Liesbeth Dalhuisen-Polano

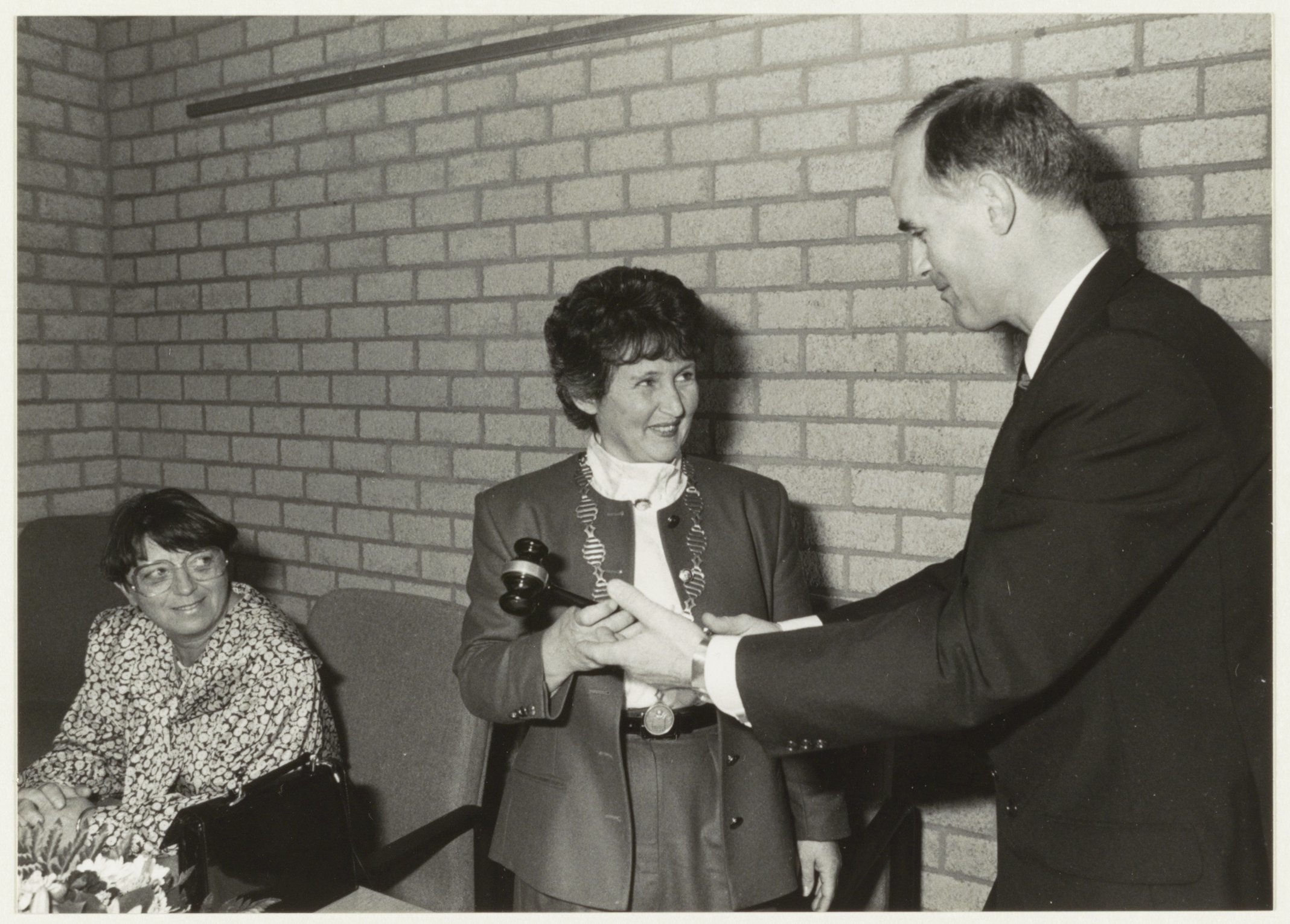
Installatie van burgemeester Dalhuisen in 1989

Catherina Elisabeth (Liesbeth) Dalhuisen-Polano (Den Haag, 5 februari 1940) is een Nederlands politicus van D66.
Ze studeerde sociologie aan de Rijksuniversiteit Leiden maar rondde die studie niet af. Begin 1974 werd in Warmond in verband met de gemeenteraadsverkiezingen later dat jaar het samenwerkingsverbond 'Progressief Warmond' gevormd bestaande uit de PvdA, PPR en D66. Dalhuisen-Polano nam toen zitting in het voorlopig bestuur en bij die verkiezingen werd ze verkozen. In september 1979 werd ze de eerste vrouwelijke wethouder van Warmond en in november 1989 volgde haar benoeming tot burgemeester van Bennebroek. In maart 2001 ging ze vervroegd met pensioen.